# اونجونگ-گویوک
اونجونگ-گویوک (انگلیسی: Unjong-guyok) بخشی در کشور کره شمالی است که در پیونگ‌یانگ واقع شده‌است.